# Distretto di Łódź Est
Il distretto di Łódź Est (in polacco powiat łódzki wschodni) è un distretto della Polonia appartenente al voivodato di Łódź, nella Polonia centrale, del quale è un'unità amministrativa.

## Storia
Il distretto è stato creato il 1º gennaio 1999, in seguito alla riforma delle autorità locali polacche approvata nel 1998. La sua sede amministrativa è nella città di Łódź, sebbene essa non faccia parte del distretto (costituisce infatti un'entità territoriale separata). Il distretto include zone a est e a sud della città e comprende tre comuni: Koluszki, situato 15 chilometri a est di Łódź, Tuszyn, 20 km a sud di Łódź, e Rzgów, 14 km anch'essa a sud di Łódź.
Il distretto complessivamente copre un'area di 499,32 km². Nel 2006 la sua popolazione totale era di 64.574 abitanti, dei quali 23.923 residenti nei comuni urbano-rurali e 40.651 in quelli rurali.
Fino al 2002 facevano parte integrante del territorio le aree che attualmente appartengono al distretto di Brzeziny.

## Geografia antropica

### Suddivisioni amministrative
Il distretto comprende 6 comuni.
- Comuni urbano-rurali: Koluszki, Rzgów, Tuszyn
- Comuni rurali: Andrespol, Brójce, Nowosolna

### Distretti confinanti
Il distretto di Łódź Est confina a ovest e a nord-ovest con Łódź città, a nord con il distretto di Zgierz, a nord-est con quello di Brzeziny, a sud-est con quello di Tomaszów Mazowiecki, a sud con il distretto di Piotrków e a ovest con quello di Pabianice.